# 잭 도나휴
잭 도나휴(Jack Donohue, 1908년 11월 3일 ~ 1984년 3월 27일)는 미국의 영화 감독, 배우, 안무가, 각본가, 텔레비전 배우, 영화배우, 영화 프로듀서, 댄서이다.
브루클린에서 태어났으며 머리나델레이에서 사망하였다. 사인은 심근 경색이다. 

## 영화
- 개구쟁이 6남매 (1969년)
- 위기의 남자 (1965년)
- 장난감 나라 (1961년)
- 디즈니랜드 (1954년)
- 럭키 미 (1954년)
- 우리의 꼬마 소녀 (1935년)